# إيرين هيرانو
إيرين هيرانو (بالإنجليزية: Irene Hirano)‏ هي مسيرة أعمال أمريكية، ولدت في 28 أكتوبر 1948.